# Rhaphidophoridae
Rhaphidophoridae es una familia de insectos en Orthoptera en el suborden Ensifera, que posee una amplia distribución mundial. La mayoría habitan en entornos boscosos o dentro de cuevas, madrigueras de animales, sótanos, debajo de rocas, o en la madera o ambientes similares. Ninguna de las especies es capaz de volar o cantar y todas son nocturnas, por lo general poseen largas antenas y patas. Existen más de 1100 especies descritas en Rhaphidophoridae.

## Subfamilias y géneros

### Aemodogryllinae
Los géneros son:
- tribu Aemodogryllini Jacobson, 1905 - Asia (Corea, Indochina, Rusia, China), Europa
  - Diestrammena Brunner von Wattenwyl, 1888
  - Tachycines Adelung, 1902
- tribu Diestramimini Gorochov, 1998 - India, sur de China, Indo-China
  - Diestramima Storozhenko, 1990
  - Gigantettix Gorochov, 1998

### Ceuthophilinae
grillos de las cavernas, grillos camello y sand treaders: América del Norte
- tribu Argyrtini Saussure & Pictet, 1897
  - Anargyrtes Hubbell, 1972
  - Argyrtes Saussure & Pictet, 1897
  - Leptargyrtes Hubbell, 1972
- tribu Ceuthophilini Tepper, 1892
  - Ceuthophilus Scudder, 1863
  - Macrobaenetes Tinkham, 1962
  - Rhachocnemis Caudell, 1916
  - Styracosceles Hubbell, 1936
  - Typhloceuthophilus Hubbell, 1940
  - Udeopsylla Scudder, 1863
  - Utabaenetes Tinkham, 1970
- tribu Daihiniini Karny, 1930
  - Ammobaenetes Hubbell, 1936
  - Daihinia Haldeman, 1850
  - Daihinibaenetes Tinkham, 1962
  - Daihiniella Hubbell, 1936
  - Daihiniodes Hebard, 1929
  - Phrixocnemis Scudder, 1894
- tribu Hadenoecini Ander, 1939 - América del Norte
  - Euhadenoecus Hubbell, 1978
  - Hadenoecus Scudder, 1863
- tribu Pristoceuthophilini Rehn, 1903
  - Exochodrilus Hubbell, 1972
  - Farallonophilus Rentz, 1972
  - Pristoceuthophilus Rehn, 1903
  - Salishella Hebard, 1939

### Dolichopodainae
grillos de las cavernas: sur de Europa, oeste de Asia

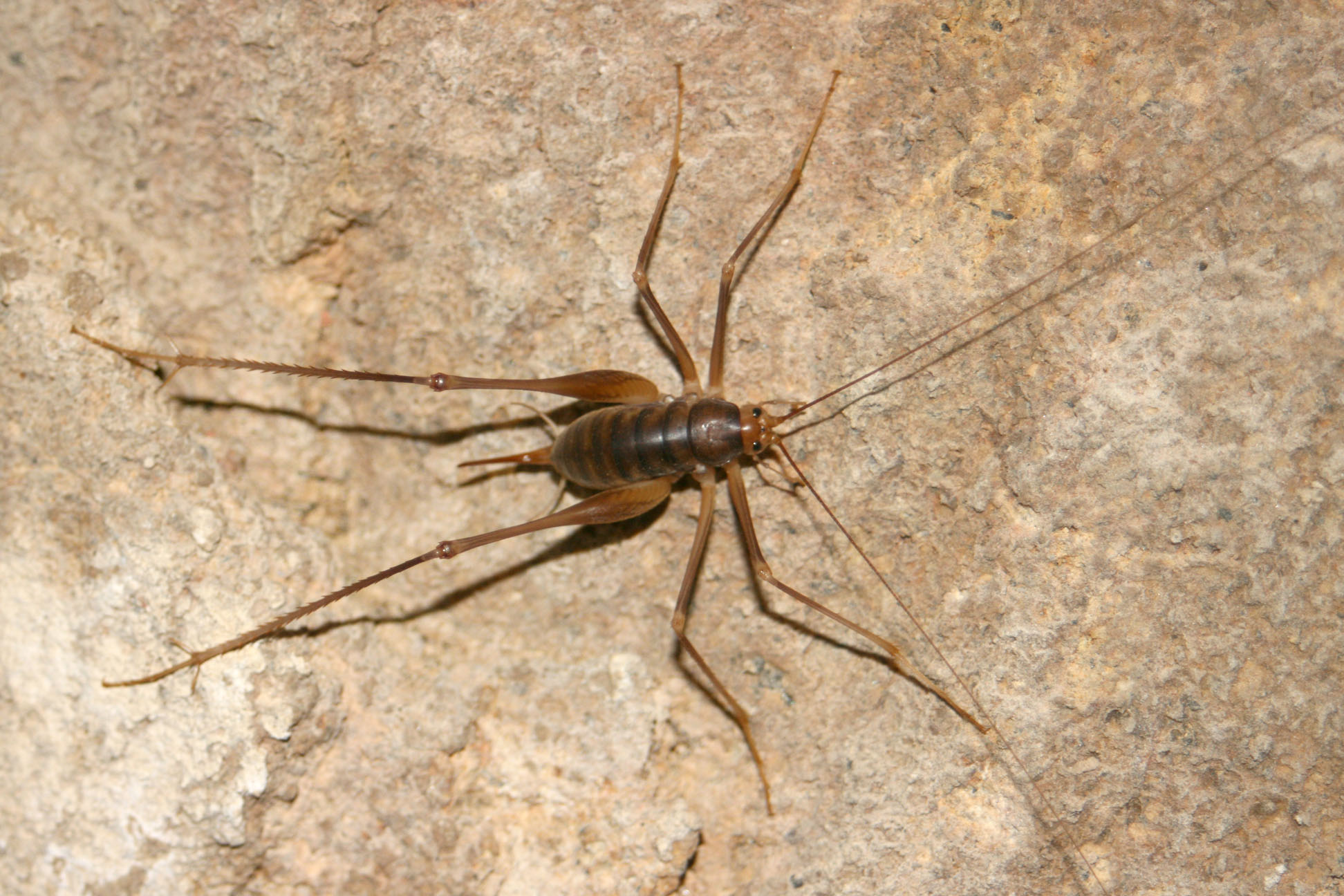
Hembra de Dolichopoda schiavazzii de Toscana

- Dolichopoda Bolivar, 1880

### Gammarotettiginae
Autoridad Karny, 1937 - América del Norte
- tribu Gammarotettigini Karny, 1937
  - Gammarotettix Brunner von Wattenwyll, 1888

### Macropathinae
- tribu Macropathini Karny, 1930 - Australia, Chile, Nueva Zelanda, Islas Malvinas
  - Australotettix Richards, 1964
  - Cavernotettix Richards, 1966
  - Dendroplectron Richards, 1964 – Nueva Zelanda
  - Heteromallus Brunner von Wattenwyll, 1888
  - Insulanoplectron Richards, 1970 – Nueva Zelanda
  - Ischyroplectron Hutton, 1896 – Nueva Zelanda
  - Isoplectron Hutton, 1896 – Nueva Zelanda
  - Macropathus Walker, 1869
  - Maotoweta Johns & Cook, 2014
  - Micropathus Richards, 1964 – Nueva Zelanda
  - Miotopus Hutton, 1898 - Nueva Zelanda
  - Neonetus Brunner von Wattenwyll, 1888 – Nueva Zelanda
  - Notoplectron Richards, 1964
  - Novoplectron Richards, 1966 – Nueva Zelanda
  - Novotettix Richards, 1966
  - Pachyrhamma Brunner von Wattenwyll, 1888 – Nueva Zelanda
  - Pallidoplectron Richards, 1958 – Nueva Zelanda
  - Pallidotettix Richards, 1968
  - Paraneonetus Salmon, 1958 – Nueva Zelanda
  - Parudenus Enderlein, 1910
  - Parvotettix Richards, 1968
  - Petrotettix Richards, 1972 – Nueva Zelanda
  - Pharmacus Pictet & Saussure, 1893 – Nueva Zelanda
  - Pleioplectron Hutton, 1896 – Nueva Zelanda
  - Setascutum Richards, 1972 – Nueva Zelanda
  - Spelaeiacris Peringuey, 1916
  - Speleotettix Chopard, 1944
  - Tasmanoplectron Richards, 1971
  - Udenus Brunner von Wattenwyll, 1900
  - Weta Chopard, 1923 – Nueva Zelanda
- tribu Talitropsini Gorochov, 1988
  - Talitropsis Bolivar, 1882 – Nueva Zelanda

### †Protroglophilinae
- † Prorhaphidophora Chopard, 1936
- † Protroglophilus Gorochov, 1989

### Rhaphidophorinae
- tribu Rhaphidophorini Walker, 1869 - India, sur de China, Japón, Indo-China, Malasia, Australasia
  - Diarhaphidophora Gorochov, 2012
  - Eurhaphidophora Gorochov, 1999
  - Minirhaphidophora Gorochov, 2002
  - Neorhaphidophora Gorochov, 1999
  - Pararhaphidophora Gorochov, 1999
  - Rhaphidophora (insect) Serville, 1838
  - Sinorhaphidophora Qin, Jiang, Liu & Li, 2018
  - Stonychophora Karny, 1934

### Troglophilinae
Grillos de las cavernas: Mediterráneo
- Troglophilus Krauss, 1879

### Tropidischiinae
Grillos camello: Canadá
- Tropidischia Scudder, 1869